# Fotografía itinerante
Concretamente, los fotógrafos itinerantes fueron sujetos allegados a la fotografía ya sea por disciplinas artísticas (pintura, grabado, etc.) o por cierta disposición monetaria (debido a los altos costos de la fotografía en aquella época –siglo XIX-), que se encargaron de evidenciar “otredades” como las costumbres o los paisajes.  Su modo consistía en mudarse a las regiones, junto con su equipo y su laboratorio, y a suerte de etnógrafo, utilizar la técnica fotográfica como registro de lo que ellos veían. Se los llamaba itinerantes debido a que hacían escalas en los lugares explotando comercialmente la fotografía y luego de cierto tiempo, continuar su travesía buscando otros paisajes y otras culturas.

## Técnicas
Las primeras técnicas utilizadas fueron el daguerrotipo y el ambrotipo, aunque rápidamente fueron remplazadas por el colodión húmedo, debido a que con el empleo de este procedimiento se consiguió reducir el tiempo de exposición a un máximo de trece segundos y un mínimo de un segundo. Otra de las grandes ventajas era la estabilidad de la emulsión empleada y por su facilidad en el revelado al regreso del viaje.
Sin embargo, la invención del “papel a la albúmina” en 1850, se convirtió en el soporte de impresión de copias más generalizado por abaratar los costos de los álbumes de viajes.

## Los álbumes delsigloXIX
La necesidad de sobrevivir llevó a algunos fotógrafos a vender álbumes que poseían estas imágenes. Estos estaban conformados por fotografías las cuales se extendían más allá del uso privado, familiar, y podemos compararlos a los libros de fotografías temáticos del presente. 
Antes de 1880, momento en que se desarrolló el procedimiento de Impresión offset (medios tonos) que permitiría publicar fotografías en libros, diarios y revistas, los álbumes reunían un grupo de fotografías sobre algún tema, o hecho que se documentaba (una guerra p.e.) o paisajes y personajes típicos de un lugar (exótico para los europeos en la mayoría de los casos) que se reunían en los llamados "álbumes de vistas y costumbres", como versiones fotográficas de las ilustraciones de viajeros. 
Otra actividad a la que se volcó la gran mayoría de estos profesionales, fue la de realizar retratos de personas en estudio, en el marco del “boom” comercial de la carta de visita de principio de siglo.

## Contexto mundial
- XVIII-XIX- Plena expansión europea en el marco del capitalismo y del positivismo científico. La fotografía brindaba la certeza de que aquello que aparecía en la imagen era cierto, de esta manera se registraron lugares y culturas inhóspitas para los europeos. La foto se plantaba como un medio “objetivo” de captar la realidad y la otredad cultural.
- 1850- La invención de la fotografía y sus progresivos desarrollos tecnológicos. Luego de ser presentada por la academia de ciencias como un avance científico, la fotografía se fue introduciendo en la vida cotidiana, se generaron estudios de fotografía y sus progresivos avances con respecto a los materiales de captación y revelado de placas la convirtieron en una técnica que cada vez reconocía más adeptos.
- Fines siglo XIX- Inmigraciones post-coloniales masivas a América Latina. Si bien las inmigraciones fueron constantes, para fines de siglo se dan las mayores olas de europeos y se masifica el consumo de retratos, como así también ingresan nuevos fotógrafos a la escena latinoamericana.

## Fotógrafos
- Francis Frith (1822-1898). Inglés, miembro fundador de la Sociedad Fotográfica de Liverpool en 1853. En 1859 creó la firma Francis Frith & Co, al volver de un viaje de dos años por Egipto y Palestina. A partir de entonces, fundó una empresa de impresión y encargó trabajos a otros fotógrafos. Publicó cerca de 25 libros entre 1860 y 1886 y su obra es un eslabón para entender la transformación de la fotografía del siglo XIX hasta nuestros días. El libro de un viaje fotográfico por la Iberia del siglo XIX cuenta con 124 instantáneas tomadas por el artista Robert P. Napper en España, Portugal y Gibraltar, incluye fotos inéditas y álbumes originales del artista, como encargo de la sociedad Francis Frith & Co, dirigida por el fotógrafo Francis Frith, una de las primeras y más grandes compañías dedicadas a la producción de copias fotográficas al por mayor de la época.
- Robert P. Napper, galés, considerado uno de los primeros foto documentalistas de mediados del siglo XIX. El viaje de Napper por la península ibérica duró dos años y medio (entre 1861 y 1864). La agencia de Frith, lo mandó a Andalucía. Publicó el libro Views in Andalucía.
- José Christiano de Freitas Henriques Junior, conocido como Christiano Junior fue un fotógrafo portugués que emigró a Brasil en 1855, donde retrata esclavos y enfermos de elefantiasis. En el año 1865, se muda a Buenos Aires y abre un estudio. En 1876, ofrece en venta el primer número de un álbum de vistas y costumbres de la República Argentina, con tomas de Buenos Aires. Más tarde se asocia con Alejandro Witcomb, un reconocido fotógrafo contemporáneo a Cristiano Junior, con el cual coordinan un estudio juntos hasta que el portugués decide continuar su viaje, dejándole su parte al estudio Witcomb, cuestión que hoy en día complica el reconocimiento de autorías, por ejemplo. Igualmente, los derechos le pertenecen al estudio Witcomb.
- Guiddo Boggiani (Italia). Explorador, etnógrafo y artista de Novara. Nacido en Omegna en 1861. Después de estudiar arte en la academia de Brera, en Milán, Boggiani abandona la alta sociedad milanesa y se muda a Brasil. Durante 14 años recorre Bolivia, Brasil y Paraguay. Recogió objetos y artesanías, estudió “este” mundo. Escribió libros sobre el conocimiento de la etnología, la etnografía y la lingüística y con todo este material regresa a Italia con el propósito de publicarlos.
- Robert H. Vance (EE. UU.), considerado uno de los pioneros del Daguerrotipo en Chile. La mayoría de aquellos daguerrotipistas fueron itinerantes, su sistema operativo consistía en instalar precarios talleres en las principales ciudades, y luego de agotada la novedad, y ante la falta de ventas, se trasladaban al siguiente pueblo en largas y agotadoras giras, que a veces duraban años.
- Désiré Charnay (1828-1915). México se convirtió en el punto de mira de fotógrafos franceses y estadounidenses, debido a las relaciones políticas y de proximidad con sus respectivos países, y al redescubrimiento de las civilizaciones azteca y maya. El francés Désiré Charnay realizó interesantes fotografías de las ruinas mayas en 1857, además de dejar un detallado relato de sus descubrimientos arqueológicos y experiencias
- Manuel San Martín fue un fotógrafo español que trabajó en Paysandú, Uruguay, así como en Mercedes y las ciudades argentinas de Bella Vista y Paso de los Libres. En 1890 fue propietario de uno de los mejores estudios fotográficos de Asunción.
- Anselmo Fleurquin fue un fotógrafo francés que, hacia 1855, se asoció con Joaquín Olarán y ambos iniciaron una gira por el interior uruguayo y argentino como fotógrafos itinerantes.
- Pedro Román Benthoux fue un fotógrafo nacido en Francia, que llegó a Buenos Aires en 1860 y trabajó durante algún tiempo en la galería de su tío político Desiderio Jouant. En agosto de 1866 anunció la apertura de una nueva galería en la ciudad de Paysandú; de acuerdo a la información existente, el establecimiento, ubicado en la calle 18 de julio 90 (luego 18 de julio 224), se llamó Fotografía Artística de Pedro R. Bonthoux y ofrecía “en papel, hule o chapa, tarjetas como las mejores de Buenos Aires”. Murió en un accidente el 15 de enero de 1869. Su viuda, Luisa Peggels, vendió el estudio al fotógrafo español Manuel Serón, quien trabajó en las ciudades de Paysandú y Salta, donde también instaló un estudio en la calle Uruguay 247, bajo el nombre M. Serón y Cía.

- Datos: Q5864412